# Irena Doukaina Laskarina
Irena Doukaina Laskarina (grčki Ειρήνη Δούκαινα Λασκαρίνα, bugarski Ирина Ласкарина Асенина) bila je bizantska carevna i carica Bugarske. Njezin je muž bio car Konstantin I. Tih; bila mu je druga supruga.
Bila je kći cara Bizanta Teodora II. Laskarisa i carice Elene Asenine Bugarske. Brat joj je bio Ivan IV. Duka Laskaris.
Udala se 1257. za Konstantina, koji je bio ponosan što je oženio carevnu Bizanta te je uzeo dinastijsko ime Asen. Moguće je da su imali jednu kćer.
Umrla je 1268. u Velikom Trnovu, a pokopana je u crkvi svetih mučenika u tom mjestu.